# Gaspare Gorresio
Gaspare Gorresio (* 17. Dezember 1808 in Bagnasco; † 20. März 1891 in Turin) war ein italienischer Sanskritist.

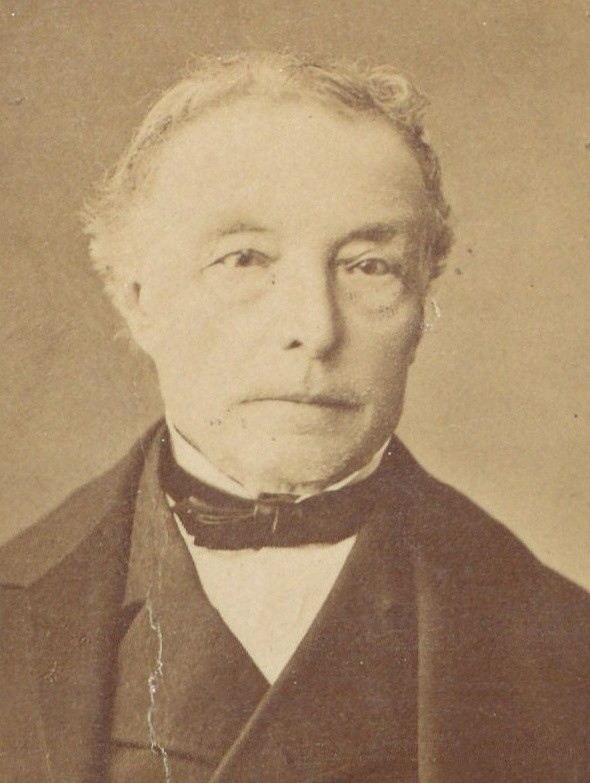
Gaspare Gorresio

Gasparre Gorresio studierte an der Universität Turin, widmete sich dann noch zwei Jahre in Deutschland philologischen und philosophischen Studien und wurde 1832 als Professor an der Militärschule in Turin angestellt, wo er sich an der gelehrten Zeitschrift Il Subalpino mit zahlreichen Aufsätzen beteiligte.
1838 von der piemontesischen Regierung behufs indischer Studien nach Paris und London gesandt, bekleidete er nach seiner Rückkehr von 1852 an vier Jahre lang den Lehrstuhl für Sanskrit in Turin, den ersten, der in Italien gegründet wurde.
Als Hauptaufgabe setzte er sich die Vollendung der schon ein Jahrzehnt vorher begonnenen Herausgabe und Übersetzung des Ramayana-Epos, welche in zehn Bänden Ramayana, poema indiano di Valmichi (1843–58) erschien.
1862 übernahm Gorresio die Stelle eines Bibliothekars an der Nationalbibliothek zu Turin; auch wurde er zum beständigen Sekretär der Akademie der Wissenschaften zu Turin sowie 1876 zum auswärtigen Mitglied der Pariser Akademie der Inschriften ernannt.

## Werke (Auswahl)
- Râmâyana. Indian Heritage Trust, Madras 1982 (Nachdr. d. Ausg. Paris 1843/67)

1. Adikandam.
2. Ayodhyākāndam.
3. Aranyakandam.
4. Sundarakandam.
5. Kishkindhyakandam.
6. Yuddhakandam.
7. Uttarakandam.

Dieser Artikel basiert auf einem gemeinfreien Text aus Meyers Konversations-Lexikon, 4. Auflage von 1888 bis 1890.
| Personendaten    | Personendaten             |
| ---------------- | ------------------------- |
| NAME             | Gorresio, Gaspare         |
| KURZBESCHREIBUNG | italienischer Sanskritist |
| GEBURTSDATUM     | 17. Dezember 1808         |
| GEBURTSORT       | Bagnasco                  |
| STERBEDATUM      | 20. März 1891             |
| STERBEORT        | Turin                     |